# كأس بلغاريا 2016–17
كأس بلغاريا 2016–17 (بالبلغارية: Купа на България по футбол 2016/17)‏ هو الموسم 95 من كأس بلغاريا. أشرف على تنظيمه اتحاد بلغاريا لكرة القدم، وكان عدد الأندية المشاركة فيه 32، وفاز فيه نادي بوتيف بلوفديف.